# Chemin Cassaing
Le chemin Cassaing est une voie de Toulouse, chef-lieu de la région Occitanie, dans le Midi de la France.

## Situation et accès

### Description
Le chemin Cassaing est une voie publique. Il se trouve dans le quartier de la Juncasse-Argoulets, dans le secteur 4 - Est.
Il naît perpendiculairement à la rue Louis-Plana, dans l'axe de l'avenue Henri-Guillaumet. Il est long de 422 mètres. Il est, dans sa première partie, orienté au nord-est. Il donne naissance, après 31 mètres, au chemin des Argoulets. Une centaine de mètres plus loin, il oblique à l'est, suivant ensuite un parcours relativement tortueux, donnant successivement naissance, au nord, à la rue Dubézy, puis à la rue Jacques-Offenbach. Il se termine au carrefour de la rue Dinetard qui se prolonge au sud-est.
La chaussée compte une seule voie de circulation automobile à double-sens. Elle est définie, entre le chemin des Argoulets et la rue Dinetard, comme une voie centrale partagée, bordée par deux larges bandes cyclables. Elle appartient par ailleurs à une zone 30 et la vitesse y est limitée à 30 km/h.

### Voies rencontrées
Le chemin Cassaing rencontre les voies suivantes, dans l'ordre des numéros croissants (« g » indique que la rue se situe à gauche, « d » à droite) :
1. Rue Louis-Plana
2. Chemin des Argoulets (g)
3. Rue Dubézy (g)
4. Rue Jacques-Offenbach (g)
5. Rue Dinetard (d)

## Odonymie
Le chemin Cassaing tient son nom d'une métairie à laquelle il menait et qui se trouvait à l'emplacement d'une partie de l'actuel collège Jolimont, face à la rue Dubézy (actuel no 18).

## Patrimoine et lieux d'intérêt

### Établissements scolaires
- no  4 : collège Jolimont.
Le collège Jolimont est construit entre 1960 et 1961 sur des terrains agricoles dépendant de la ferme Cassaing, à l'angle de la rue Louis-Plana. Entre 1994 et 1995, il est largement démoli et reconstruit par les architectes Francis Cardete et Gérard Huet, pour le compte du conseil général de la Haute-Garonne[2].

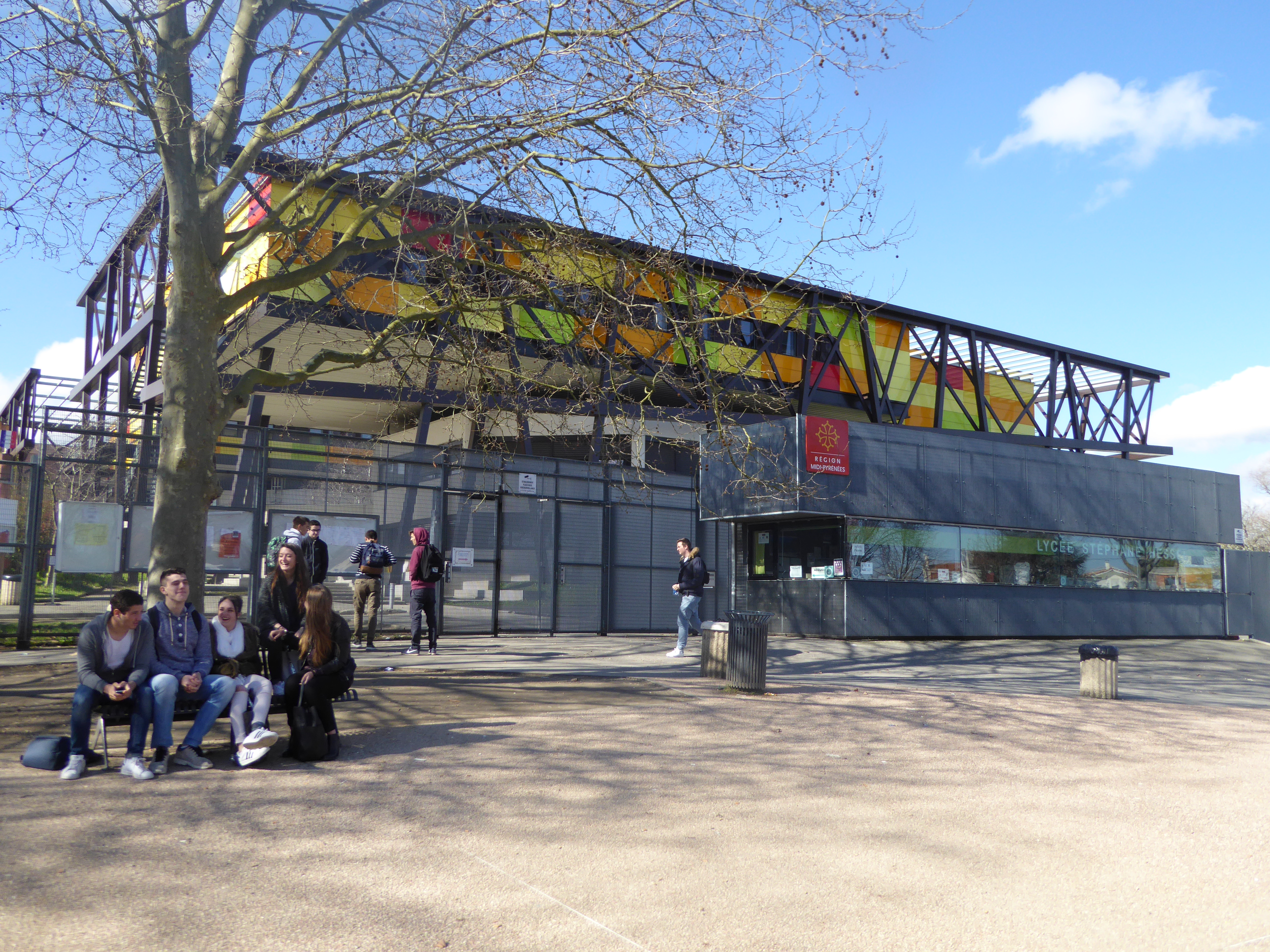
no 44 : l'entrée principale du lycée Stéphane-Hessel.

- no  44 : lycée Stéphane-Hessel. 
Le lycée technique et professionnel Jolimont est construit entre 1978 et 1980 sur les plans de l'architecte Roger Taillibert. Il vient d'achever la réalisation du lycée Toulouse-Lautrec (actuel no 64 boulevard Pierre-et-Marie-Curie), où il a mis au point un procédé de construction reposant sur une  base octogonale, dont la structure en béton armé est constituée de poteaux implantés sur une trame carrée de 7,20 mètres, liés par des poutres. Cette architecture polygonale propose, dans le prolongement des idées libertaires de Mai 68, des espaces plus modulables, favorisant la liberté d'aménagement et l'ouverture du lycée. Elle efface également toute monumentalité symbolique. Enfin, la cour de récréation est remplacée par des patios intérieurs et une vaste pelouse[3]. 
En 2004, le conseil régional de Midi-Pyrénées confie à l'agence des architectes Marc Laurens et Pierre-Guy Loustau la construction d'un nouveau bâtiment, destiné à accueillir le Pôle des Arts graphiques. Il occupe des espaces laissés libres à l'est du bâtiment principal et des logements de fonction, en bordure du chemin Cassaing. Le bâtiment, de style contemporain, offre une superficie totale de 2 800 m². Il est constitué d'une coque métallique sombre extrudée de 23 sheds aux couleurs vives et claires. À l'intérieur, le rez-de-chaussée est dévolu aux espaces de réunion et aux salles de classe. Le hall, largement éclairé, est mis en valeur par des caractères typographiques en béton posés au sol. Le 1er étage abrite la grande salle d'art et de design. Il a reçu en 2005 le Prix Architecture Midi-Pyrénées. 
La structure du lycée évolue à partir de 2013, avec l'intégration de séries générales, et l'année suivante, il prend le nom de Stéphane Hessel. En 2020, le lycée, qui comprend un lycée général et technologique, un lycée professionnel et un centre de formation d'apprentis (CFA), accueille environ 2 100 élèves et étudiants. En 2021, l'agence d'architecture Duffau & Associés est chargée par le conseil régional d'Occitanie de la rénovation du bâtiment principal. Les travaux portent sur la modification des espaces de circulation, mais aussi sur une transformation des salles d'enseignement, qui doit répondre aux transformations de la population du lycée.

### Gymnase Bertrand-Soncourt
Le gymnase du chemin Cassaing est construit vers 1975, afin de compléter le développement des installations sportives du chemin Cassaing – il existe depuis 1972 un terrain de football à proximité (emplacement de l'actuel lycée Stéphane-Hessel).
En 2000, à la suite d'une proposition des habitants du quartier, le gymnase prend le nom de Bertrand Soncourt (1965-2000). Gardien de la paix, il pratique la boxe française, et devient champion de France, d'Europe et même du monde en 1991. Il meurt, à la suite d'un accident de la route, à Andorre-la-Vieille.

### Maisons
- no  1 : maison.

- no  13 : maison toulousaine. 
La maison, de type toulousaine, bâtie en brique, est construite dans le premier quart du XXe siècle. Elle est retrait par rapport au chemin Cassaing. La façade principale, au sud, s'élève sur deux niveaux. Le niveau de comble, séparé du rez-de-chaussée par un simple cordon et percé de petites ouvertures carrées, a été surélevé à la fin du XXe siècle[5].